# نورث بالغولا
نورث بالغولا (بالإنجليزية: North Balgowlah) هو حي سكني يقع في شمال سيدني، في ولاية نيو ساوث ويلز، أستراليا. يبعد الحي حوالي 13 كيلومترًا إلى الشمال الشرقي من المنطقة التجارية المركزية لسيدني، ويتبع إداريًا مجلس شواطئ الشمال، ويُعد جزءًا من منطقة شواطئ سيدني الشمالية.

## الجغرافيا
يحيط الحي كل من:
- سي فورث من الجنوب
- بالغولا من الجنوب الغربي
- مانلي فال من الشمال

ويتميز نورث بالغولا بموقعه القريب من المساحات الطبيعية الخضراء، مثل منتزه جاريمبال الوطني، الذي يوفر فرصًا للمشي والتنزه في الطبيعة.

## الخدمات والمرافق
يضم الحي:
- مدارس ابتدائية محلية
- حدائق عامة وملاعب للأطفال
- شبكة مواصلات داخلية تربطه بالمناطق المجاورة

كما يحتوي على عدد من المحلات التجارية الصغيرة والمقاهي التي تخدم المجتمع المحلي.

## التاريخ
شهد الحي تطورًا عمرانيًا تدريجيًا منذ منتصف القرن العشرين، وتحول من منطقة شبه ريفية إلى ضاحية سكنية هادئة تضم عائلات من الطبقة المتوسطة والعليا.

## وصلات خارجية
- ملف الحي – موقع Domain
- الموقع الرسمي لمجلس شواطئ الشمال